# Кубок світу з біатлону 2007—2008, естафета, жінки
Естафетний залік Кубка світу з біатлону 2007–2008 серед жінок підводиться за підсумками п'ятьох естафетних гонок (за підсумками сезону одна найгірша гонка не враховувалася до загального заліку), перша з яких відбулася 9 грудня 2007 в Гохфільцені, а остання відбулася в рамках чемпіонату світу в Естерсунді. В сезоні 2006-2007 титул найкращої естафетної команди виборола збірна Франції.

## Формат
Естафетна команда складається із чотирьох біатлоністок, кожна з яких пробігає три кола загальною довжиною 6 км і виконує дві стрільби - лежачи й стоячи. На кожній стрільбі біатлоністка повинна розбити 5 мішеней. Для цього їй дається 8 патронів, але в магазині карабіну тільки 5, додаткові патрони, в разі потреби, біатлоністка повинна вкладати в рушницю вручну. За кожну нерозбиту мішень біатлоністка карається проходженням штрафного кола. На першій стрільбі команди стріляють на установці, що відповідає їхньому номеру, надалі - в порядку прибуття. 
За перемогу в гонці команді переможниці нараховувалося 50 балів, за друге місце 46 балів, за третє - 43 бали, з поступовим зниженням балів до 1 за 30 місце. 

## Призери сезону 2006–07
| Медаль  | Країна    | Очки |
| ------- | --------- | ---- |
| Золото: | Франція   | 189  |
| Срібло: | Німеччина | 188  |
| Бронза: | Росія     | 180  |

## Переможці й призери етапів
| Етап:                | Золото:                                                                  | Час                                                     | Срібло:                                                                     | Час                                                       | Бронза:                                                                     | Час                                                       |
| Гохфільцен           | Німеччина Мартіна Бек Андреа Генкель Сімона Хаусвальд Каті Вільгельм     | 1:23:35.0 (0+0 (0+2) (0+1 (0+3) (0+0) (0+1) (0+3) (0+0) | Росія Світлана Слєпцова Ольга Анісімова Тетяна Моїсєєва Катерина Юр'єва     | 1:23:54.3 (0+1) (0+0) (0+0) (0+3) (0+2) (0+2) (0+0) (0+2) | Швеція Елізабет Геґберґ Анна Карін Зідек Анна Марія Нільссон Гелена Екгольм | 1:23:55.3 (0+0) (0+0) (0+0) (0+1) (0+2) (0+1) (0+0) (0+1) |
| Поклюка              | Німеччина Мартіна Бек Сабріна Бухгольц Маґдалена Нойнер Андреа Генкель   | 1:13:52.4 (0+0 (0+1) (0+0 (0+2) (0+1) (0+1) (0+0) (0+1) | Росія Світлана Слєпцова Оксана Неупокоєва Наталія Сорокіна Катерина Юр'єва  | 1:14:34.9 (0+0) (0+1) (0+0) (0+0) (0+2) (0+0) (0+0) (0+0) | Франція Дельфін Перетто Марі Лор Брюне Сільві Бекар Сандрін Байї            | 1:15:55.0 (0+0) (0+0) (0+0) (0+2) (0+2) (0+1) (0+0) (0+1) |
| Обергоф              | Німеччина Сімона Хаусвальд Андреа Генкель Катрін Гітцер Каті Вільгельм   | 1:15:41.1 (0+0 (2+3) (0+0 (0+0) (0+1) (0+2) (0+0) (0+2) | Франція Дельфін Перетто Сільві Бекар Полін Макабі Сандрін Байї              | 1:15:53.3 (0+0) (0+0) (0+0) (0+2) (0+1) (0+2) (0+0) (0+2) | Росія Світлана Слєпцова Оксана Неупокоєва Тетяна Моїсєєва Наталія Сорокіна  | 1:16:07.1 (0+0) (0+1) (0+0) (1+3) (0+0) (0+1) (0+0) (0+0) |
| Рупольдинг           | Німеччина Катрін Гітцер Маґдалена Нойнер Сабріна Бухгольц Каті Вільгельм | 1:17:56.0 (1+3 (0+1) (0+0 (2+3) (0+3) (0+0) (0+0) (0+0) | Норвегія Тура Бергер Анне Ігштатбьорг Сольвей Рьогштад Анн Крістін Флатланд | 1:18:20.3 (0+1) (0+1) (0+0) (0+1) (0+1) (0+0) (0+2) (0+3) | Росія Світлана Слєпцова Ольга Анісімова Катерина Юр'єва Наталія Сорокіна    | 1:19:11.9 (0+3) (1+3) (0+0) (0+1) (0+0) (0+0) (0+1) (0+2) |
| Чемпіонат світу 2008 | Німеччина Мартіна Бек Андреа Генкель Маґдалена Нойнер Каті Вільгельм     | 1:10:12.6                                               | Україна Оксана Яковлева Віта Семеренко Валя Семеренко Оксана Хвостенко      | 1:10:43.5                                                 | Франція Дельфін Перетто Марі Лор Брюне Сільві Бекар Сандрін Байї            | 1:11:48.3                                                 |

## Таблиця
| #  | Збірна     | ГОХ | ПОК | ОБЕ | РУП | ЧС  | Разом |
| -- | ---------- | --- | --- | --- | --- | --- | ----- |
| 1  | Німеччина  | 50  | 50  | 50  | 50  | 50  | 200   |
| 2  | Росія      | 46  | 46  | 43  | 43  | 40  | 178   |
| 3  | Франція    | 40  | 43  | 46  | 40  | 43  | 172   |
| 4  | Норвегія   | 34  | 28  | 40  | 46  | 34  | 154   |
| 5  | Україна    | 32  | 40  | 34  | 28  | 46  | 152   |
| 6  | Швеція     | 43  | 34  |     | 37  | 30  | 144   |
| 7  | Білорусь   | 28  | 22  | 37  | 30  | 37  | 132   |
| 8  | КНР        | 37  | 32  | DNF | 32  | 18  | 119   |
| 9  | Польща     | 24  | 26  | 32  | 28  | 32  | 118   |
| 10 | Італія     | 26  | 30  | 30  | 22  | 26  | 112   |
| 11 | Словенія   | 30  | 37  |     | 20  | 22  | 109   |
| 12 | Румунія    | 18  | 16  | 28  | 34  | 24  | 104   |
| 13 | Словаччина | 22  | 20  |     | 26  | 28  | 96    |
| 14 | Казахстан  | 20  |     | 24  | 18  | 20  | 82    |
| 15 | Латвія     | 14  | 15  | 26  |     | 11  | 66    |
| 16 | Естонія    | 16  | 18  |     | 16  | 14  | 64    |
| 17 | Чехія      |     | 24  |     |     | 15  | 39    |
| 18 | Фінляндія  | 15  | DNS |     |     | 16  | 31    |
| 19 | США        |     |     |     |     | 13  | 13    |
| 19 | Болгарія   | 13  |     |     |     | DNS | 13    |
| 21 | Канада     |     |     |     |     | 12  | 12    |